# Avantos
Avantos é uma povoação portuguesa do Município de Mirandela que foi sede da extinta Freguesia de Avantos, freguesia que tinha 12,89 km² de área e 96 habitantes (2011), e, por isso, uma densidade populacional de 7,4 hab/km².
A Freguesia de Avantos foi extinta (agregada) pela reorganização administrativa de 2012/2013, tendo o seu território sido agregado ao da Freguesia de Romeu para criar a União de Freguesias de Avantos e Romeu.

## População
| População da freguesia de Avantos | População da freguesia de Avantos | População da freguesia de Avantos | População da freguesia de Avantos | População da freguesia de Avantos | População da freguesia de Avantos | População da freguesia de Avantos | População da freguesia de Avantos | População da freguesia de Avantos | População da freguesia de Avantos | População da freguesia de Avantos | População da freguesia de Avantos | População da freguesia de Avantos | População da freguesia de Avantos | População da freguesia de Avantos |
| --------------------------------- | --------------------------------- | --------------------------------- | --------------------------------- | --------------------------------- | --------------------------------- | --------------------------------- | --------------------------------- | --------------------------------- | --------------------------------- | --------------------------------- | --------------------------------- | --------------------------------- | --------------------------------- | --------------------------------- |
| 1864                              | 1878                              | 1890                              | 1900                              | 1911                              | 1920                              | 1930                              | 1940                              | 1950                              | 1960                              | 1970                              | 1981                              | 1991                              | 2001                              | 2011                              |
| 284                               | 288                               |                                   | 267                               | 241                               | 178                               | 242                               | 297                               | 335                               | 308                               | 254                               | 164                               | 172                               | 123                               | 96                                |

## Património
- Igreja de Santo André (Avantos) ou Igreja Paroquial de Avantos;
- Casa brasonada.